# Marian Naszkowski

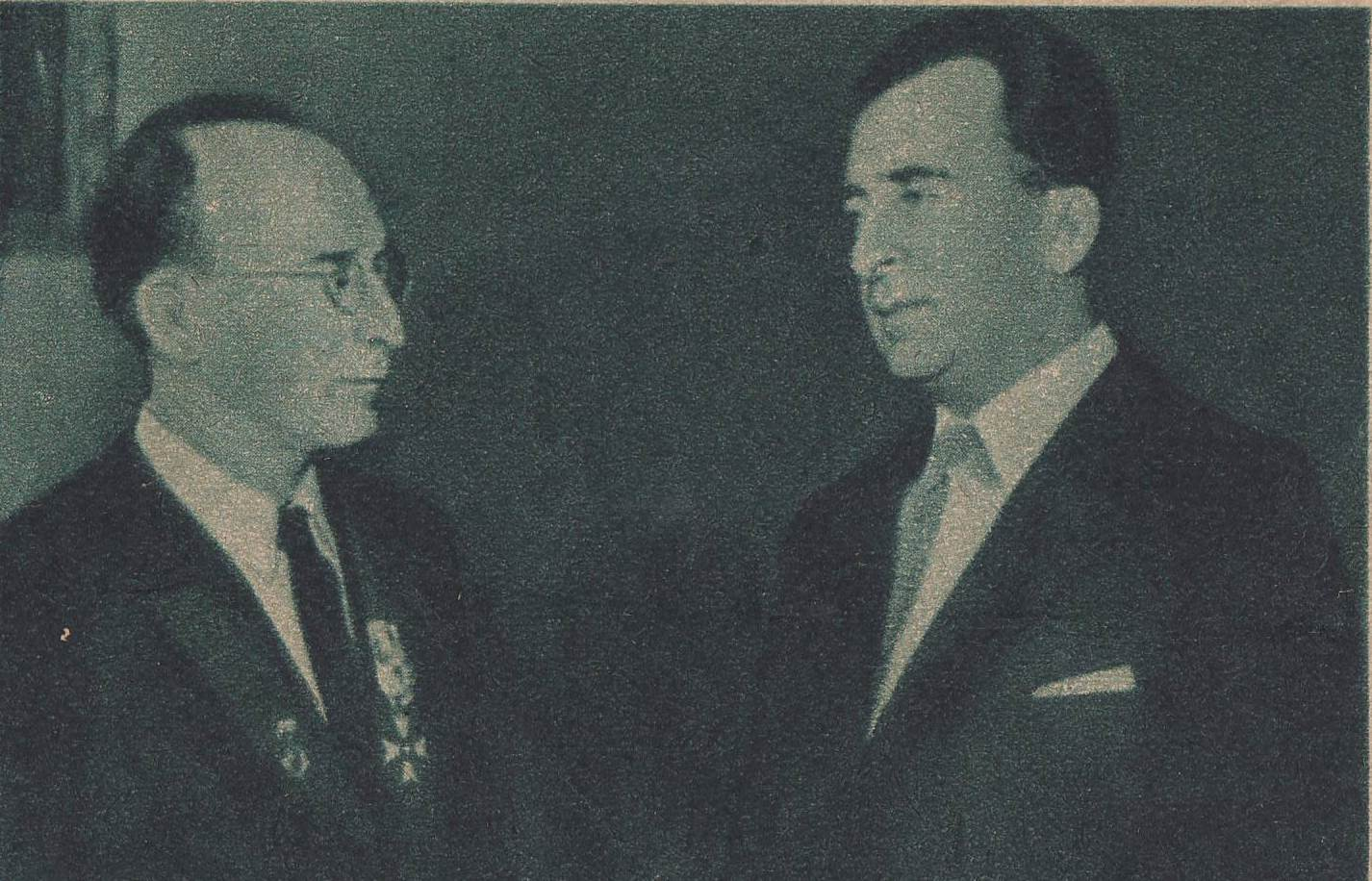
Botschafter Marian Naszkowski (rechts) überreicht dem Kameramann Borys Monastyrski den Orden Polonia Restituta für dessen Arbeit im Film Ostatni etap (23. Dezember 1948).

Marian Władysław Naszkowski (* 15. August 1912 in Lwów; † 28. September 1996 in Warschau) war ein Offizier, Diplomat und Politiker der Polnischen Vereinigten Arbeiterpartei PZPR (Polska Zjednoczona Partia Robotnicza) in der Volksrepublik Polen, der unter anderem zwischen 1947 und 1949 Botschafter in der Sowjetunion, von 1950 bis 1952 Vize-Minister für Nationale Verteidigung sowie zwischen 1952 und 1968 Staatssekretär im Außenministerium war.

## Leben

### Kommunistischer Aktivist, Haft und Zweiter Weltkrieg
Marian Władysław Naszkowski, Sohn von Michał Naszkowski und dessen Ehefrau Jadwiga, begann nach dem Schulbesuch 1930 ein Studium der polnischen Sprache an der „Johann Kasimir“-Universität Lwów, welches er 1934 abschloss. 1935 trat er der Kommunistischen Partei der Westukraine KPZU (Komunistyczna Partia Zachodniej Ukrainy) bei und war für diese unter den Tarnnamen „Zygmunt“ und „Karol“ als Aktivist in Lwów tätig. Aufgrund seiner politischen Aktivitäten wurde er 1938 festgenommen und als politischer Gefangener im Gefängnis von Rawicz inhaftiert.
Nach dem Überfall auf Polen durch die deutsche Wehrmacht im Zweiten Weltkrieg und seiner Haftentlassung im September 1939 war er zwischen 1940 und 1941 in Lwów und Saratow Redakteur der Tageszeitung Czerwony Sztandar. Im Anschluss gehörte er von 1941 bis 1942 innerhalb der Roten Armee zu einer Spezialeinheit des Innenministeriums der UdSSR NKWD. Im Mai 1943 wurde er als Politoffizier zur 1. polnischen Infanterie-Division „Tadeusz Kościuszko“ (1 Warszawska Dywizja Piechoty) versetzt. Zugleich wurde er am 13. Mai 1943 Mitglied der Polnischen Arbeiterpartei PPR (Polska Partia Robotnicza), die am 5. Januar 1942 im Untergrund in Warschau gegründet worden war. Er war später während der Schlacht bei Lenino stellvertretender Kommandant für Politik und Bildung des 1. Infanterieregiments (1 Praski Pułk Piechoty) sowie daraufhin in gleicher Funktion beim 3. Infanterieregiment (3 Berliński Pułk Piechoty). Nachdem er zwischen 1944 und 1945 in Moskau Leiter der Militärabteilung des Bundes Polnischer Patrioten ZPP (Związek Patriotów Polskich) gewesen war, wurde er 1945 zum Major befördert und zum stellvertretenden Kommandeur der 5. Infanterie-Division (5 Saska Dywizja Piechoty) ernannt.

### Botschafter in der Sowjetunion, Vize-Minister für Nationale Verteidigung und Staatssekretär im Außenministerium

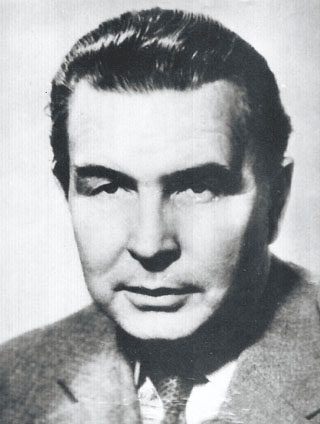
AußenministerAdam Rapacki, dessen Stellvertreter Marian Naszkowski von 1956 bis 1968 war.

Nach Kriegsende wurde Marian Naszkowski im Juni 1945 zunächst Leiter der Militärmission in Frankreich und war im Anschluss zwischen April 1946 und Februar 1947 im Range eines Obersts (Pułkownik) Militärattaché an der Botschaft in Frankreich, an der er zugleich auch zuständiger Militärattache für Belgien, Luxemburg und die Schweiz war. Am 12. Februar 1947 schied er aus dem aktiven Militärdienst aus und wurde dem Außenministerium zur Verfügung gestellt. Als Nachfolger von Henryk Raabe übernahm er daraufhin im April 1947 den Posten als Botschafter in der Sowjetunion und bekleidete diesen bis Juni 1949. Nach seiner Rückkehr wurde er am 12. Juni 1950 als Brigadegeneral (Generał brygady) Leiter der Hauptverwaltung Politik und Bildung der Streitkräfte der Republik Polen (Siły Zbrojne Rzeczypospolitej Polskiej) und bekleidete diese Funktion bis September 1952.
Auf einem ZK-Plenum wurde er am 16. Juli 1950 erstmals Mitglied des Zentralkomitees (ZK) der Polnischen Vereinigten Arbeiterpartei PZPR (Polska Zjednoczona Partia Robotnicza) und gehörte diesem Führungsgremium der Partei nach seiner Wiederwahl auf dem II. Parteitag (10. bis 17. März 1954), auf dem III. Parteitag (10. bis 19. März 1959) sowie auf dem IV. Parteitag (15. bis 20. Juni 1964) bis zum V. Parteitag (11. bis 16. November 1968) an. Er wurde ferner im November 1950 Vize-Minister für Nationale Verteidigung (Wiceminister obrony narodowej) und bekleidete auch diese Funktion bis September 1952. Nach Beendigung seiner Tätigkeit im Verteidigungsministerium übernahm Marian Naszkowski im September 1952 den Posten als Staatssekretär im Außenministerium (Podsekretarz Stanu Ministerstwo Spraw Zagranicznych). Er behielt dieses Amt bis Juni 1968 und war damit Stellvertreter der Außenminister Stanisław Skrzeszewski (1952 bis 1956) und Adam Rapacki (1956 bis 1968).

### Sejm-Abgeordneter und Polnischer Herbst 1956
Er wurde ferner am 25. April 1953 für die PZPR Mitglied des Sejm und vertrat in diesem in der ersten Legislaturperiode bis zum 20. November 1956 den Wahlkreis Nr. 43 Zielona Góra.
Während der Zeit des Polnischen Oktober 1956 gehörte Marian Naszkowski im Machtkampf innerhalb der PZPR der nach einem Komplex modernistischer Mietshäuser in der Ul. Puławska 24 und 26 in Warschau benannten „Pulawy“-Gruppe (Puławianie) unter Führung von Roman Zambrowski und Leon Kasman an, die hauptsächlich aus Intellektuellen und Aktivisten bestand, die im ersten Jahrzehnt Volkspolens aktiv waren. Die Pulawy-Fraktion stand in Opposition zur Natolin-Fraktion um Zenon Nowak, Wiktor Kłosiewicz, Hilary Chełchowski, Aleksander Zawadzki, Władysław Kruczek, Władysław Dworakowski, Kazimierz Mijal, Franciszek Mazur, Bolesław Rumiński, Franciszek Jóźwiak und Stanisław Łapot, die gegen die Liberalisierung des kommunistischen Systems war, und die nationalistische und antisemitische Parolen proklamierte, um in der PZPR an die Macht zu kommen.
Nach Beendigung seiner Tätigkeit im Außenministerium fungierte er vom 6. Juni 1968 bis Januar 1972 als Chefredakteur von Nowe Drogi, einer von 1947 bis 1989 vom Parteiverlag Prasa-Książka-Ruch herausgegebenen ideologischen Monatszeitschrift des ZK der PZPR. Nach seinem Ausscheiden aus dem ZK wurde er auf dem V. Parteitag (11. bis 16. November 1968) Mitglied der Zentralen Parteikontrollkommission (CKKP) der PZPR und gehörte diesem Gremium bis zum VI. Parteitag (6. bis 11. Dezember 1971) an. Zuletzt wurde er am 6. Mai 1972 Gesandter und Botschaftsrat bei der Ständigen Vertretung beim Büro der Vereinten Nationen in Genf und war als solcher bis zum 20. August 1977 Vertreter der Volksrepublik Polen bei der Internationalen Arbeitsorganisation in Genf.

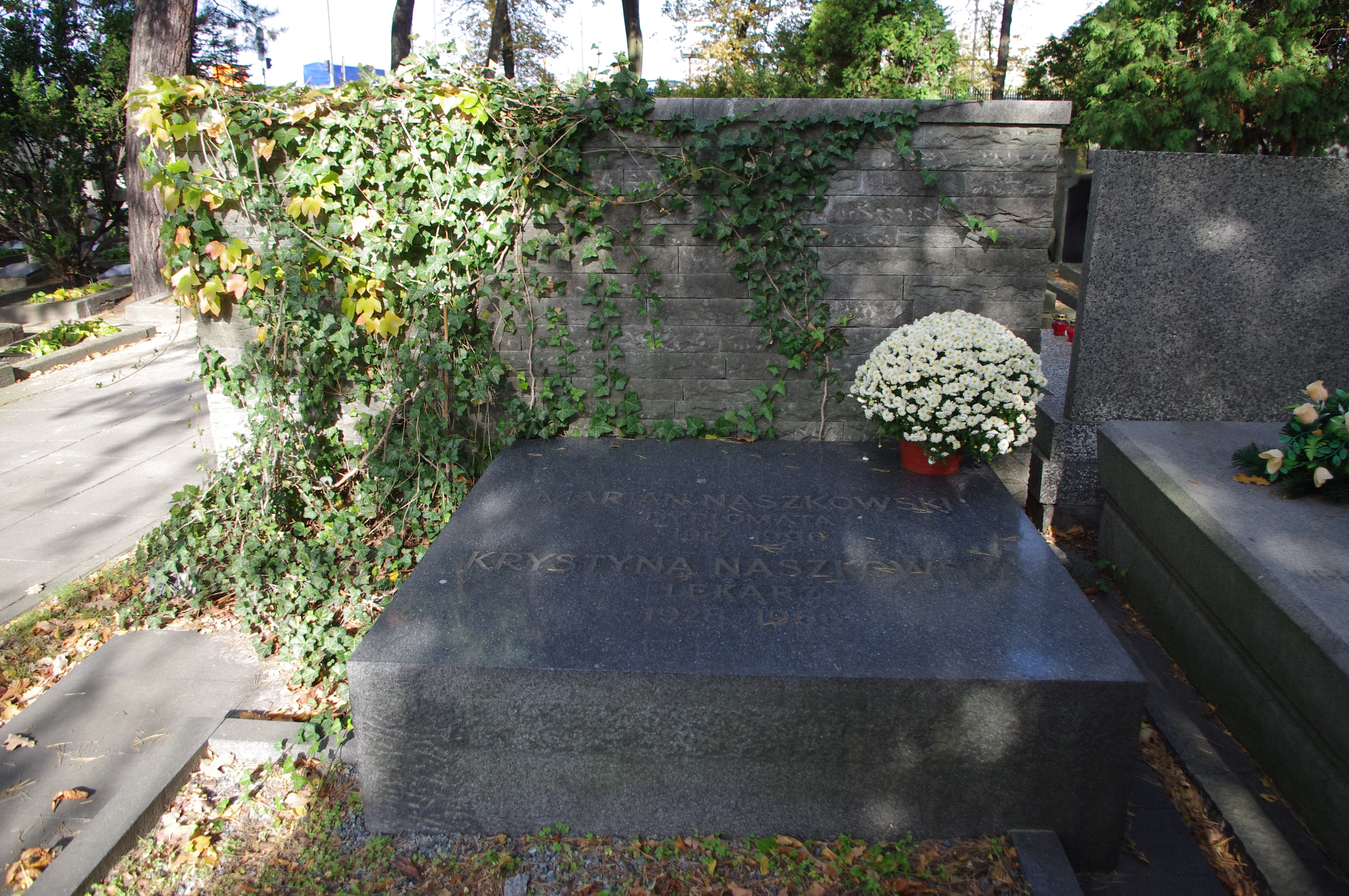
Grabstätte auf dem Warschauer Powązki-Militärfriedhof.

Für seine langjährigen Verdienste in der Volksrepublik Polen wurde er mehrfach ausgezeichnet und erhielt unter anderem den Orden des Banners der Arbeit (Order Sztandaru Pracy) Erster Klasse, die Kommandeurswürde mit Stern und 1945 das Offizierskreuz des Ordens Polonia Restituta, 1945 den Orden des Grunwald-Kreuzes (Order Krzyża Grunwaldu) Dritter Klasse, 1943 das Tapferkeitskreuz (Krzyż Walecznych), 1946 das Verdienstkreuz der Republik Polen (Krzyż Zasługi) in Gold, 1954 die Medaille zum 10. Jahrestag von Volkspolen (Medal 10-lecia Polski Ludowej), 1974 die Medaille zum 30. Jahrestag von Volkspolen (Medal 30-lecia Polski Ludowej), 1984 die Medaille zum 40. Jahrestag von Volkspolen (Medal 40-lecia Polski Ludowej), die Medaille „Streitkräfte im Dienste der Heimat“ in Bronze sowie 1986 die „Ludwik Waryński“-Medaille (Medal im. Ludwika Waryńskiego). Außerdem erhielt er 1963 den mexikanischen Orden vom Aztekischen Adler und wurde 1965 Großoffizier des Verdienstordens der Italienischen Republik. Er war mit der Ärztin Krystyna Naszkowaska (1928–1966) verheiratet und wurde nach seinem Tode auf dem Warschauer Powązki-Militärfriedhof beigesetzt.

## Veröffentlichungen
- Niespokojne dni. Wspomnienia z lat trzydziestych, 1958
- Lata próby, 1965
- Zygmunt, syn Łukasza, 1979
- Paryż – Moskva. Wwspomnienia dyplomaty (1945–1959), 1986

in deutscher Sprache
- Unruhige Tage. Erinnerungen an die Dreissiger Jahre, Übersetzung Elsa Pfaltz (Original Niespokojne dni), Karl Dietz Verlag Berlin, 1965
- Jahre der Prüfung. Auf dem Weg zum neuen Polen, Übersetzung Viktor Mika (Original: Lata próby), Karl Dietz Verlag Berlin, 1968